# Radu Mudreac
Radu Mudreac (n. 1 mai 1973) este un om politic din Republica Moldova, care din decembrie 2014 este deputat în Parlamentul Republicii Moldova de legislatura a XX-a (2014-2018), în cadrul fracțiunii Partidului Socialiștilor din Republica Moldova (PSRM).
La alegerile parlamentare din 30 noiembrie 2014 din Republica Moldova a candidat la funcția de deputat de pe poziția a 15-a în lista candidaților PSRM.